# Кронер, Рихард
Ри́хард Кро́нер (нем. Richard Kroner; 8 марта 1884, Бреслау, Королевство Пруссия, Германская империя — 2 ноября 1974, Маммерн, Швейцария) — немецкий философ и религиовед, близкий к юго-западной немецкой школе неокантианства, но также внёс важный вклад в гегельянство, особенно в своей работе «От Канта к Гегелю» (Von Kant bis Hegel, 2 Bande, 1921—1924), занимался вопросами истории философии, философии религии и немецкого идеализма. Один из создателей и редактор немецкого издания журнала «Логос» («Logos»).

## Биография
Отец, Трауготт Кронер (Traugott Kroner), доктор медицины и приват-доцент, работал врачом в Бреслау. Мать — Маргарета Кронер (Margarete Kroner), урождённая Хейман (Heymann). Рихард Кронер посещал с 1895 года среднюю школу Марии Магдалины в Бреслау, которую он закончил в 1902 году.
В Бреслау Кронер изучал философию и литературу у Якоба Фройденталя и Матиаса Баумгартнера и психологию у Германа Эббингхауса. В зимнем семестре 1902 года он слушал лекции в Берлине вместе с Вильгельмом Дильтеем и Георгом Зиммелем, затем летом 1903 года в Гейдельберге с Куно Фишером и Вильгельмом Виндельбандом. Здесь он познакомился с Полем Хензелем, Эмилем Ласком, Юлиусом Эббингхаусом, Фёдором Степуном и Хайнцем Хеймсетом. В то время работа была одним из первых споров с феноменологией Гуссерля[проверить перевод].
12 мая 1908 года во Бреслау он женился на своей подруге детства Алисе. В 1909 году у них появилась единственная дочь Герда Маргарет (Gerda Margaret). В 1910 году Кронер стал одним из основателей международного журнала о философии и культуре «Логос» («Logos»). Другими основателями были такие же как и он, недавние студенты Георг Мелис, Николай Бубнов, Фёдор Степун, Сергей Гессен. Обсуждали создание журнала в доме известного философа Генриха Риккерта, пригласив на встречу известного книгоиздателя Пауля Зибека. Редактором первого тома стал Мелис. Кронер стал соиздателем после третьего тома, а после войны он был единственным издателем.
1 марта 1912 года Кронер стал приват-доцентом по философии во Фрайбурге. После четырёх лет участия в Первой мировой войне, Кронер вернулся в качестве капитана и был награждён Железным крестом II-го и I-го класса, он продолжил обучение у Риккерта, а затем — у Гуссерля. 14 марта 1919 года он был назначен профессором. В 1920 году он получил трёхлетнее оплачиваемое преподавательское звание по философии немецкого идеализма, что позволило ему впервые зарабатывать на жизнь независимо от себя и своей семьи. Результатом стала двухтомная работа «От Канта к Гегелю», после опубликования которой он получил международное признание.
В 1924 году был назначен в Дрезденский технический университет на кафедру «Теоретическая педагогика и философия». В 1928 году Кронер принял вызов в Кильский университет в качестве преемника Генриха Шольца на должность профессора философии. С летнего семестра 1929 года он смог больше сосредоточиться на своём специальном предмете, немецком идеализме. На 1-м Международном конгрессе Гегеля в Гааге он был избран ведущим гегельянцем Германии, первым председателем недавно созданной Международной федерации Гегеля. Занимал эту должность до 1934 года.
В 1931 году Кронер опубликовал статью: «Культурно-философские основы политики». Здесь он критикует идею «абсолютного государства», к которой стремились как фашизм, так и большевизм. В 1934 году последовал принудительный перевод во Франкфуртский университет, и вскоре его вынудили добровольно уйти в отставку.
В 1938 году он решил эмигрировать в Англию, где он мог преподавать три года в Оксфордском университете. В 1940 году Кронер переехал в Соединённые Штаты Америки, где преподавал философию религии в Объединённой теологической семинарии в Нью-Йорке с 1941 года до своей отставки в 1952 году. С 1953 года преподавал в Темпльском университете (Филадельфия).

## Философские взгляды
В начале своего научного пути Кронер придерживался баденской школы неокантианства. Позже он перешёл к неогегельянству, что выразилось в написании труда «От Канта к Гегелю». Многие свои работы Рихард Кронер посвятил освещению проблем философии культуры.
После эмиграции в США Кронер, став преподавателем философии религии, в своих трудах обращается к разделу философии, который можно определить как религиоведение. Он размышляет об Абсолюте как о начале и бесконечности. Книга «Религиозная функция воображения» (англ. The religious function of imagination, 1941), в которой Кронер попытался объединить философию и религию, является одним из его самых важных произведений религиозной философии.

## Работы

### На немецком языке
- Zweck und Gesetz in der Biologie: eine logische Untersuchung (нем.). — 1913.
- Kants Weltanschauung (нем.). — 1913.
- Von Kant bis Hegel (нем.). — 1921–1924.
- Die Selbstverwirklichung des Geistes (нем.). — 1928.
- Kulturphilosophische Grundlegung der Politik (нем.). — 1931.
- Hegel. Zum 100. Todestag (нем.). — 1932.

### На английском языке
- The religious function of imagination (англ.). — 1941.
- The primacy of faith (англ.). — 1951.
- Speculation and revelation in the history of philosophy (англ.). — 1957—1961.
- Selbstbesinnung. Drei Lehrstunden (нем.). — 1958.
- Between faith and thought: Reflections and Suggestions (англ.). — 1966.
- Freiheit und Gnade (нем.). — 1969.